# ジェームズ・ラファティ
ジェームズ・ラファティ（James Lafferty、本名：James Martin Lafferty、1985年7月25日 - ）は、カリフォルニア州出身の俳優。代表作は『One Tree Hill』（ネイサン・スコット）。

## 人物

### 経歴
1985年7月25日、カリフォルニア州ヘメットで生まれた。
6歳から役者の仕事をはじめ、10歳で初めてセリフのついた役をもらった。
母親から、趣味としての俳優の仕事を勧められており、彼の兄弟も同じように俳優業を営んでいた。ヘメット高校(en:Hemet High School)在籍中、バスケットチームVarsity teamに所属しており、彼はMVP・ All-League を獲得した。
2003年、高校卒業後、カリフォルニア州立大学ロングビーチ校に入学し、無事に卒業することができた。
2003年からは青春ドラマの『One Tree Hill』にバスケ選手のネイサンを演じており、作中では得意であるバスケの技能を披露している。ただし、音声解説ではクリエーターがネイサンを演じるのを嫌がっていた事を明かしている。
俳優以外の活動としては、慈善事業も行っている。

## 出演作品

### テレビ番組
- Emeril (2001) - James Lagasse
- One Tree Hill One Tree Hill (2003-2012) - ネイサン・スコット
- マーキュリー・セブン The Right Stuf (2020) - スコット・カーペンター

### ゲスト出演
- Fake I.D. Club - 本人役
- Get Real - Billy - The Last Weekend (2000)
- ボストン・パブリックBoston Public - Michael Scott - 第18章(2001年)
- Once and Again - Tad - Destiny Turns On The Radio (2001)
- Once and Again - Tad - The Sex Show (2001)
- Once and Again - Tad - Tough Love (2001)
- w:Once and Again - Tad - The Gay-Straight Alliance (2002)
- On Air With Ryan Seacrest - カメオ出演- 2/16/04 (2004)
- w:Unscripted - 本人 - Unscripted 05 (2005)

### 映画・ミニシリーズ
- Annabelle's Wish - Buster(声)
- Boys on the Run (2001) - Joe Ferguson
- A Season on the Brink (2002) - Steve Alford
- ティーン・チョイス・アワード (2004) -本人/プレゼンター
- 2008 NBA All-Star Celebrity Game - 本人
- ティーン・ヴォーグ・インタビュー
- ドニー・ダーコ2 S. DARKO(2009) -イラク・ジャック[2]
- オキュラス/怨霊鏡 Oculus(2014年)